# نوروم آکوستیک

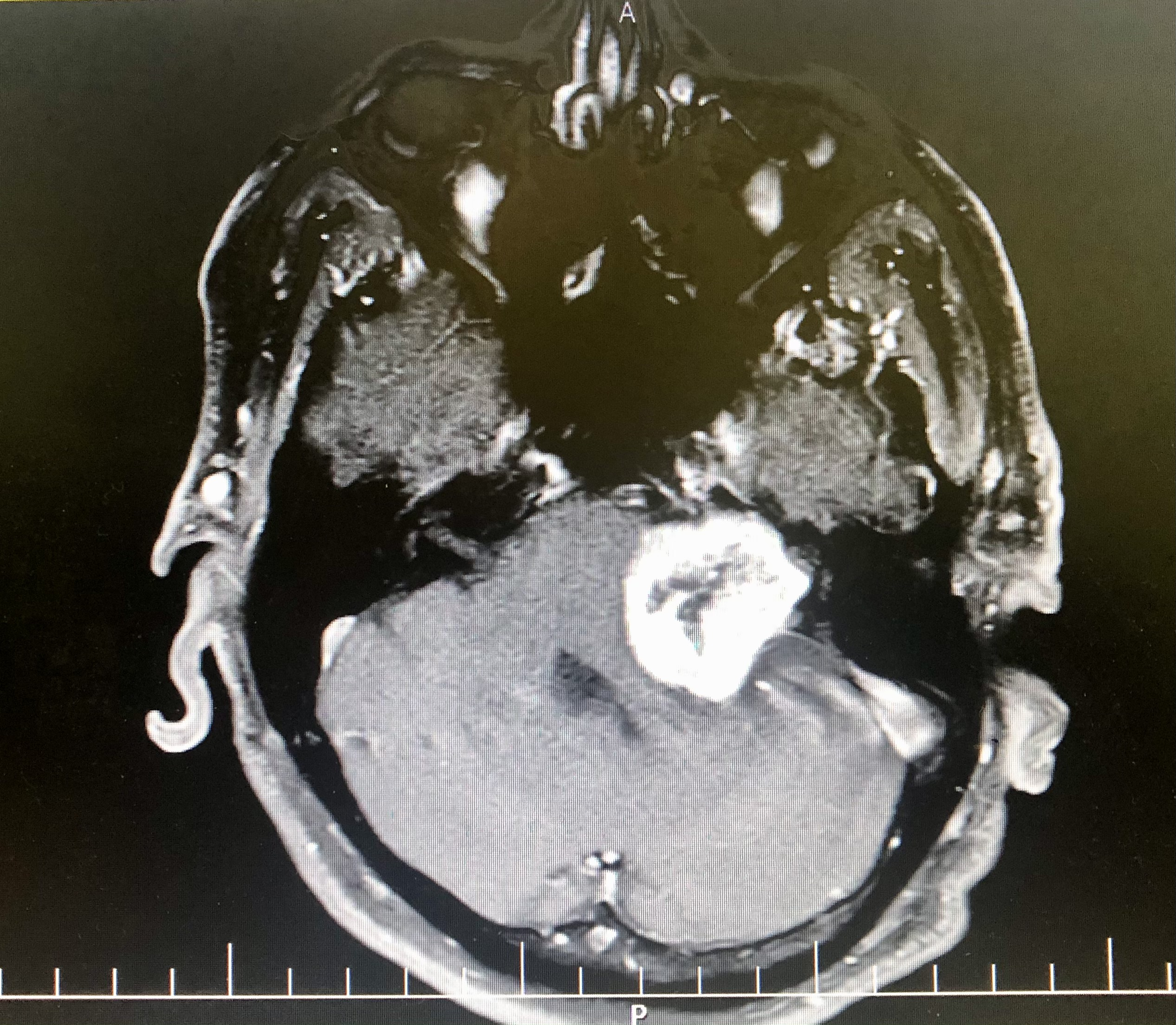
نورومای آکوستیک چپ در بیمار 58 ساله با شکایت کم شنوایی و اختلال تعادل

نورومای آکوستیک (تومور عصب شنوایی) یا شوانومای وستیبولار (تومور دهلیزی سلول‌های شوان)، تومور خوش‌خیم عصب هشتم جمجمه‌ای است.
از علائم این بیماری وزوز مداوم گوش و به تدریج کاهش شنوایی و عدم تعادل است. تومورهای زاویه مخچه – پل مغزی فشار به اعصاب جمجمه‌ای مخچه –ساقه مغز و بطن چهارم ایجاد می‌کنند .
فراوانترین علامت در نوروم آکوستیک کاهش شنوایی (در ۸۷٪ بیماران) و وزوز گوش است. شمار کمتری از این بیماران سردرد، سرگیجه و بی حسی صورت دارند. نورم آکوستیک در دهه‌های ۳تا ۵ شایعتر است. آکوستیک نوروما (AN) در 95 % موارد یک طرفه و حدود 5 % دو طرفه است. نوع دوطرفه آن بسیار نادر رخ می دهد که مرتبط با یک سندرم ارثی به نام نوروفیبرو ماتوزیس نوع دوم (NF2) می باشد. تومور آکوستیک تومور مغزی نیست. این تومور در واقع یک تومور عصب تعادل است و نام علمی تر آن شوانوم وستیبلار می باشد.

#### روش های درماننورینوم آکوستیک
- پویش و پیگیری: در مواردی که تومور کوچک بوده، شنوایی قابل قبولی وجود دارد و در پیگیری تومور رشد چندانی ندارد، می توان صبر نمود و بیمار را با تکرار MRI و شنوایی سنجی در فواصل زمانی شش تا دوازده ماه پیگیری نمود. تقریبا در نیمی از موارد در طی پنج سال رشد چشمگیری در  اندازه تومور دیده نمی شود و این افراد بدون درمان خاصی تنها پیگیری می شوند.
- جراحی: جراحی بهترین راه ازبین بردن کامل تومور می باشد. جراحی با سه رویکر ترانس لابیرنتین، رتروسیگمویید و میدل کرانیال فوسا قابل انجام است. انتخاب رویکرد جراحی با توجه به اندازه تومور، محل آن، باقیمانده شنوایی، وضعیت شنوایی گوش مقابل و تجربه جراح انتخاب می شود. در بیماران NF2 که تومور دوطرفه دارند، هم زمان با رزکسیون تومور در سمت دوم کاشت پروتز شنوایی ساقه مغز انجام می شود تا شنوایی بیمارتا حدی برگردانده شود.
- گامانایف: نوعی رادیوتراپی است که کابردهای خاص و محدودی دارد. این روش هیچگاه نمی تواند تومور را از بین ببرد و درصورتی که تومور به رشد خود ادامه دهد، جراحی آن بسیار پر عارضه خوهد شد. در موارد خاصی از این روش برای درمان استفاده می شود.
- درمانهای دارویی: اخیرا درمانهای دارویی برای جلوگیری از رشد تومور پیشنهاد شده اند. متاسفانه این درمانها تاثیر پایدار ندارند و تاثیر آنها موقت بوده و ضمن گرانقیمت بودن، عوارض زیادی نیز دارند. امروزه از درمان دارویی در موارد خاص NF2 برای حفظ باقیمانده شنوایی بطور محدود استفاده می شود.